# Běh na lyžích na Zimních olympijských hrách 2018 – štafeta muži
Štafeta 4×10 km mužů, běžecká disciplína z programu Zimních olympijských her 2018, se konala 18. února 2018 v 15:15 místního času (7:15 CET) v Běžeckém centru Alpensia v Pchjongčchangu. První dva úseky se jako obvykle běžely klasickou technikou, druhé dva úseky volně. Klasické úseky výborně zajeli Rusové, jejich štafeta v polovině závodu předávala s více než dvacetisekundovým náskokem na pronásledovatele v pořadí Itálie, Francie, Norsko. Na třetím úseku výborně zajel norský vítěz skiatlonu Simen Hegstad Krüger, především jeho zásluhou byl vedoucí Rus sjet a do posledního úseku už Norové předávali jako první těsně před Francouzi, Rus Denis Spicov přebíral ruskou štafetu na třetím místě se ztrátou 16,2 sekundy. Ostatní šafety už byly mimo hru o medaile. Na čele závodu se mírně taktizovalo, což Spicovovi umožnilo se dotáhnout. V závěru z vedoucí trojice nejprve odpadl Francouz Adrien Backscheider, o zlatu pro Nory pak rozhodl drtivý nástup vítěze sprintu Johannese Høsflota Klæba zhruba kilometr před cílem. Spicov dovezl Ruskou štafetu na stříbrné pozici, na Francouze zbyl bronz. 

## Program
Časy jsou uvedeny v jihokorejském čase (UTC+9).
| Datum         | Čas   | Fáze závodu |
| ------------- | ----- | ----------- |
| 17. únor 2018 | 15:15 | Finále      |

## Výsledky
Závod odstartoval v 15:15.
| Pořadí           | SČ | Štafeta                                                                                            | Časy                                        | Ztráta  |
| ---------------- | -- | -------------------------------------------------------------------------------------------------- | ------------------------------------------- | ------- |
| Zlatá medaile    | 1  | Norsko · Didrik Tønseth · Martin Johnsrud Sundby · Simen Hegstad Krüger · Johannes Høsflot Klæbo   | 1:33:04.9 24:59.1 24:51.8 21:19.7 21:54.3   | –       |
| Stříbrná medaile | 2  | Olympijští sportovci z Ruska · Andrej Larkov · Alexandr Bolšunov · Alexej Červotkin · Denis Spicov | 1:33:14.3 24:42.1 24:36.7 22:08.0 21:47.5   | +9.4    |
| Bronzová medaile | 7  | Francie · Jean-Marc Gaillard · Maurice Manificat · Clément Parisse · Adrien Backscheider           | 1:33:41.8 24:51.7 24:55.1 21:24.2 22:30.8   | +36.9   |
| 4                | 5  | Finsko · Perttu Hyvärinen · Iivo Niskanen · Matti Heikkinen · Lari Lehtonen                        | 1:34:45.4 25:42.9 24:29.8 21:56.5 22:36.2   | +1:40.5 |
| 5                | 3  | Švédsko · Jens Burman · Daniel Rickardsson · Marcus Hellner · Calle Halfvarsson                    | 1:35:10.5 25:17.8 25:57.0 21:53.3 22:02.4   | +2:05.6 |
| 6                | 6  | Německo · Andreas Katz · Thomas Bing · Lucas Bögl · Jonas Dobler                                   | 1:35:13.1 25:55.5 25:17.2 21:56.6 22:03.8   | +2:08.2 |
| 7                | 8  | Itálie · Maicol Rastelli · Francesco De Fabiani · Giandomenico Salvadori · Federico Pellegrino     | 1:35:40.1 24:50.9 24:52.4 22:39.1 23:17.7   | +2:35.2 |
| 8                | 9  | Kazachstán · Alexej Poltoranin · Jevgenij Veličko · Vitalij Puchkalo · Denis Volotka               | 1:36:36.3 24:40.9 25:29.1 23:10.3 23:16.0   | +3:31.4 |
| 9                | 12 | Kanada · Len Väljas · Graeme Killick · Russell Kennedy · Knute Johnsgaard                          | 1:36:45.9 25:56.3 25:15.9 22:06.7 23:27.0   | +3:41.0 |
| 10               | 11 | Česko · Aleš Razým · Martin Jakš · Petr Knop · Michal Novák                                        | 1:37:23.0 25:55.9 25:22.0 22:33.5 23:31.6   | +4:18.1 |
| 11               | 4  | Švýcarsko · Jonas Baumann · Dario Cologna · Toni Livers · Roman Furger                             | 1:38:01.4 26:43.7 24:55.6 23:08.9 1 23:13.2 | +4:56.5 |
| 12               | 13 | Estonsko · Andreas Veerpalu · Algo Kärp · Karel Tammjärv · Raido Ränkel                            | 1:38:21.7 26:17.7 26:28.8 22:06.5 23:28.7   | +5:16.8 |
| 13               | 14 | Rakousko · Dominik Baldauf · Max Hauke · Bernhard Tritscher · Luis Stadlober                       | 1:39:12.9 26:09.4 26:22.2 22:40.8 24:00.5   | +6:08.0 |
| 14               | 10 | Spojené státy americké · Andrew Newell · Reese Hanneman · Scott Patterson · Noah Hoffman           | 1:42:29.1 26:09.7 28:17.7 22:58.8 25:02.9   | +9:24.2 |